# Leucophlebia muehlei
Leucophlebia muehlei là một loài bướm đêm thuộc họ Sphingidae. Nó được tìm thấy ở Rwanda.